# Arms and Sleepers
Arms and Sleepers (Амс ен Слі́пас) — американський ембієнт/трип-хоповий дует, до якого входять Макс Левіс (Бостон) та Мірза Рамік (Портленд). Гурт був заснований у 2006 році. Під час живих виступів музику супроводжують візуальні роботи Дадо Рамадані, художника з Бостона. Перший альбом «Black Paris 86», що вийшов у 2007 році, отримав високі оцінки від досить авторитетного видання The Silent Ballet, увійшовши в топ 50 найкращих альбомів року. У грудні 2009 вийшов їхній спільний із The American Dollar EP під назвою From The Inland Sea. На початку 2010 виступали на одній сцені з Caspian у рамках їхнього американського турне.
В рамках турне Північною Америкою та Європою навесні 2011 року музиканти відвідали зокрема Київ (29 травня), Львів (30 травня) та Чернівці (31 травня).
У 2013 році Arms and Sleepers знову повертаються в Україну. 28 березня музиканти зіграли у Києві, а 1 і 2 червня в Ужгороді та Львові відповідно.
Організатором концертів в Україні є мистецька спільнота AZH.

## Дискографія
Альбоми
- Black Paris 86 (2007)
- Matador (2009)
- The Organ Hearts (2011)
- Swim Team (2014)
- LIFE IS EVERYWHERE (2017)
- Find The Right Place (2018)

Міні-альбоми
- Bliss Was It In That Dawn To Be Alive (2006)
- Arms and Sleepers (2007)
- Cinématique (2007)
- Lautlos EP (2007)
- The Motorist (2009)
- From The Inland Sea (2009)
- Matador Alternate Versions/B-Sides (грудень 2009)
- Instrumentals I (березень 2010)
- Matador Remixes (квітень 2010)
- Nostalgia For The Absolute (2011)
- Aas X Sg, в кооперації з Sun Glitters (2015)
- Force Majeure (2015)

Інше
- Holiday CD/DVD (2007)